# Hapsicytheridea
Hapsicytheridea is een geslacht van uitgestorven kreeftachtigen uit de klasse van de Ostracoda (mosselkreeftjes).

## Soort
- Hapsicytheridea binodosa Al-furaih, 1980 †